# Facultad de Ciencias Exactas, Físicas y Naturales (Universidad Nacional de San Juan)
La Facultad de Ciencias Exactas, Físicas y Naturales o FCEFN (Facultad de Ciencias Exactas, Físicas y Naturales) es una unidad docente donde se imparten estudios superiores, una de las seis que conforman la Universidad Nacional de San Juan. Se creó en 1975. 
Está ubicada sobre la Av. José Ignacio de la Roza 590 (oeste) en el Complejo Universitario Islas Malvinas (C.U.I.M), en Rivadavia.

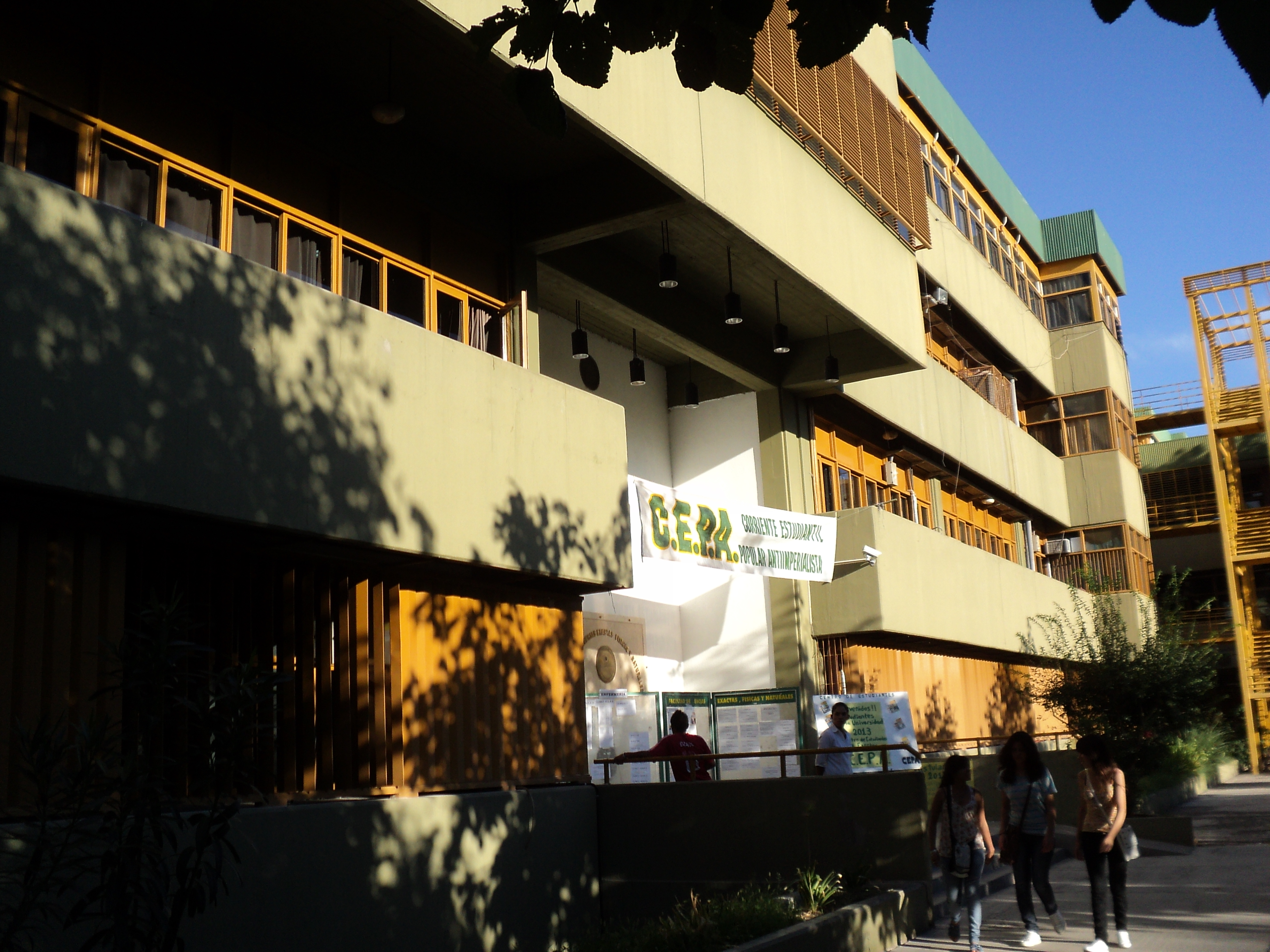
La cara principal del edificio

## Historia
La Facultad de Ciencias Exactas, Físicas y Naturales nació en 1975, aunque su origen se remonta a la Facultad de Ingeniería, Ciencias Exactas, Físicas y Naturales de la ex Universidad de Cuyo. Originariamente tenía tres Departamentos: Ciencias Exactas, Ciencias de la Tierra, y Ciencias Biológicas y Renovables. Actualmente cuenta con Geofísica y Astronomía, Geología, Informática y Departamento de Postgrado. Con respecto a los Institutos de Investigación, se pueden mencionar la Estación Sismológica "Fernando Séptimo Volponi", el Observatorio Astronómico "Félix Aguilar", el Instituto de Astronomía, el Museo de Ciencias Naturales, primero, y los Institutos de Geología, Matemática e Informática, después. El 23 de octubre de 2005, la Facultad de Ciencias Exactas, Físicas y Naturales, cumplió sus primeros 30 años de vida. 

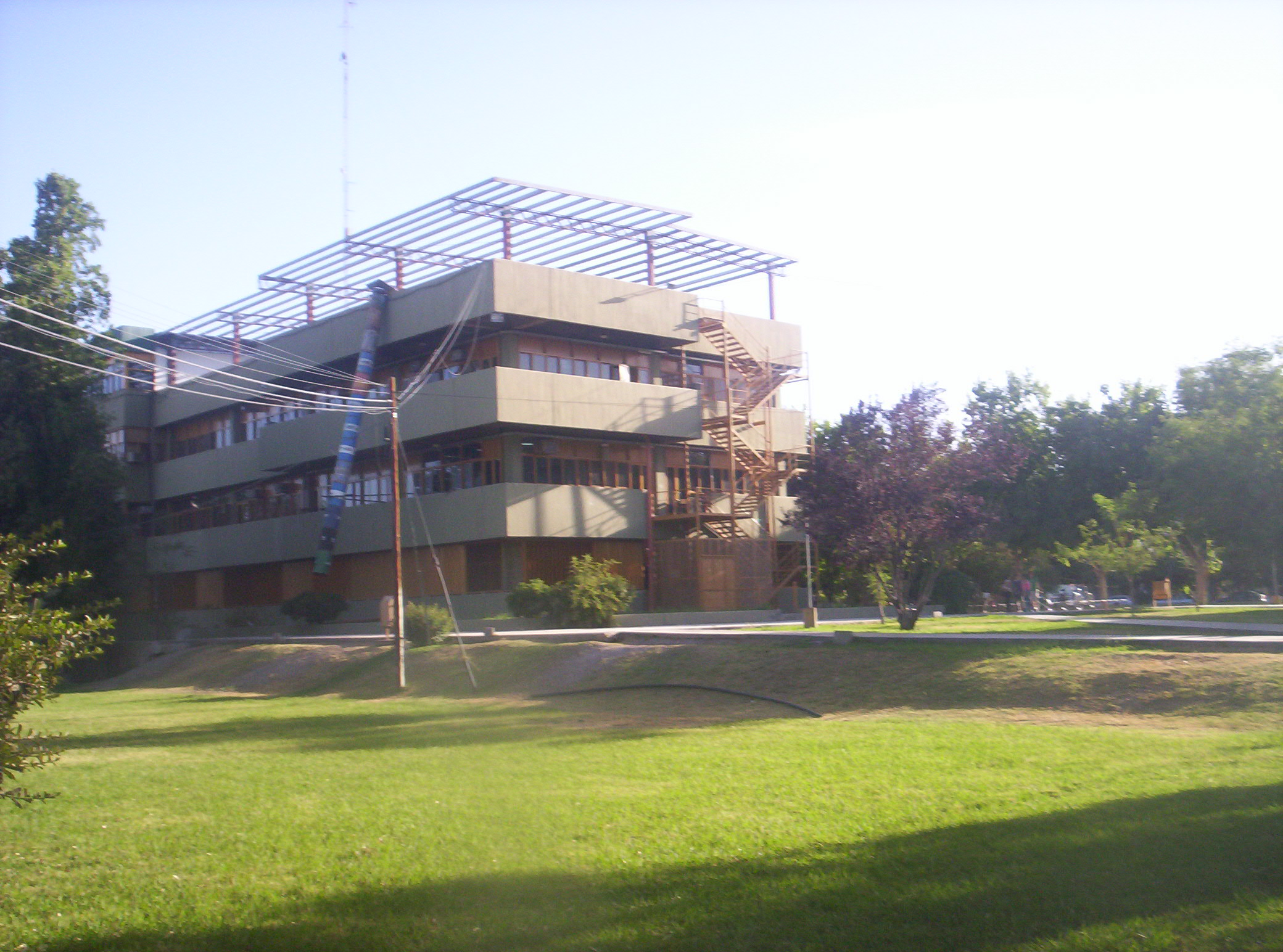
La facultad en 2011 sin su 3° piso

En 2009 se cierra el acuerdo para incorporar la carrera tecnicatura en Exploración Geológica, dictada a partir de 2010 en la nueva sede de Jáchal. 

## Carreras
Ofrece las carreras de:
- Tec. Universitaria en Programación Web
- Tec. Universitaria en Exploración Geológica
- Licenciatura en Biología
- Licenciatura en Astronomía
- Licenciatura en Geofísica
- Licenciatura en Física
- Licenciatura en Sistemas de Información
- Licenciatura en Ciencias de la Computación
- Licenciatura en Ciencias Geológicas
- Maestría en Informática
- Maestría Ecología Urbana
- Maestría en Geotermia Aplicada
- Doctorado en Geofísica
- Doctorado en Astronomía
- Doctorado en Ciencias Biológicas
- Doctorado en Ciencias Geológicas
- Doctorado en Ciencias de la Informática